# 경로적분법
복소해석학에서 경로 적분법(Methods of contour integration)은 복소평면위의 어떤 경로를 따라 적분하는 것을 말한다. 경로적분(Contour integration)은 복소해석학의 유수 정리(Residue theorem)와 밀접하게 관련이 있다.
경로 적분법은 다음을 포함한다.
- 복소평면 위에서 곡선을 따라 복소함수를 직접 적분
- 코시 적분 공식(Cauchy integral formula)의 응용
- 유수 정리(Residue theorem)의 응용

이러한 방법들과 극한 계산을 이용하여 합이나 적분의 값을 찾아낼 수 있다.

## 직접 계산
다변수 미적분학에서 선적분을 계산하듯이 직접 적분을 계산한다. 이 계산은 다음의 과정을 거친다.
- 경로를 매개변수화 한다.
- 적분을 매개변수로 치환한다.
- 직접 계산한다.

### 예
적분 경로가 단위원일 경우 {\displaystyle z^{-1}}의 경로적분값을 직접 계산한다. 즉, 다음 적분을 계산하면 된다.
{\displaystyle \oint _{C}{1 \over z}\,dz}
이 적분을 하기 위해 단위원을 매개변수화 한다. 그러므로 {\displaystyle t\in [0,2\pi ]}때, {\displaystyle z(t)=e^{it}}가 되므로 {\displaystyle dz/dt=ie^{it}}가 되므로 다음과 같이 계산된다.
{\displaystyle {\begin{aligned}\oint _{C}{1 \over z}\,dz&{}=\int _{0}^{2\pi }{1 \over e^{it}}\,ie^{it}\,dt=i\int _{0}^{2\pi }1\,dt\\&{}={\Big [}t{\Big ]}_{0}^{2\pi }i=(2\pi -0)i=2\pi i\end{aligned}}}

## 적분 정리들의 응용
코시 적분 정리(Cauchy-Goursat theorem)나 유수 정리(Residue theorem) 등 몇 가지 알려진 정리들을 활용한다.

### 예 1
다음 적분을 하려고 한다.
{\displaystyle \int _{-\infty }^{\infty }{1 \over (x^{2}+1)^{2}}\,dx}
이 적분을 하기 위해 다음과 같은 복소함수를 먼저 생각한다.
{\displaystyle f(z)={1 \over (z^{2}+1)^{2}}}
이 함수는 {\displaystyle i}와 {\displaystyle -i}에서 특이점을 갖는다. 우리가 선택한 경로는 우측의 그림과 같고, 계산을 해야할 부분은 실수축을 따라가는 적분부분이다. 코시 적분 공식(Cauchy integral formula)과 유수 정리를 이용하는 두 가지 방법으로 계산이 가능하다. 이 경로를 {\displaystyle C}라고 하면 다음과 같이 계산된다.

#### 코시 적분 공식을 이용한 계산
{\displaystyle \oint _{C}f(z)\,dz=\int _{-a}^{a}f(z)\,dz+\int _{\text{Arc}}f(z)\,dz}
이므로
{\displaystyle \int _{-a}^{a}f(z)\,dz=\oint _{C}f(z)\,dz-\int _{\text{Arc}}f(z)\,dz}
라는 사실에 주목하자. (여기서 Arc는 반원의 가장자리를 따라가는 경로)
{\displaystyle f(z)={1 \over (z^{2}+1)^{2}}={1 \over (z+i)^{2}(z-i)^{2}}.}
와 같이 분모가 분해되고 적분경로 내부에는 {\displaystyle i}에서 특이점이 발생하므로
{\displaystyle f(z)={{1 \over (z+i)^{2}} \over (z-i)^{2}},}
라고 쓸 수 있다. 코시 적분 공식에 직접 대입하여 다음과 같이 계산된다.
{\displaystyle {\begin{aligned}\oint _{C}f(z)\,dz&=\oint _{C}{1 \over (z^{2}+1)^{2}}\,dz=\oint _{C}{{1 \over (z+i)^{2}} \over (z-i)^{2}}\,dz=2\pi i{\frac {d}{dz}}\left(\left.{1 \over (z+i)^{2}}\right)\right|_{z=i}\\&=2\pi i\left.\left({-2 \over (z+i)^{3}}\right)\right|_{z=i}=2\pi i(-i/4)={\pi  \over 2}\end{aligned}}}
반원의 가장자리를 따라가는 적분도 마저 계산해야 한다. 이 적분의 극한이 영에 수렴함을 보인다. 즉,
{\displaystyle \left|\int _{\text{Arc}}f(z)\,dz\right|\leq ML}
임을 보인다. 여기서 {\displaystyle M}은 {\displaystyle |f(z)|}의 상계(upper bound)이고, {\displaystyle L}은 반원 가장자리의 길이이다.
{\displaystyle \int _{\text{Arc}}f(z)\,dz\leq {a\pi  \over (a^{2}-1)^{2}}\rightarrow 0\ \mathrm {as} \ a\rightarrow \infty .}
이므로
{\displaystyle \int _{-\infty }^{\infty }{1 \over (x^{2}+1)^{2}}\,dx=\int _{-\infty }^{\infty }f(z)\,dz=\lim _{a\rightarrow +\infty }\int _{-a}^{a}f(z)\,dz={\pi  \over 2}.\quad \square }

#### 유수 정리를 이용한 계산
{\displaystyle i}에서 {\displaystyle f(z)}의 로랑 급수를 생각한다.
{\displaystyle f(z)={-1 \over 4(z-i)^{2}}+{-i \over 4(z-i)}+{3 \over 16}+{i \over 8}(z-i)+{-5 \over 64}(z-i)^{2}+\cdots }
유수(residue)의 값이 {\displaystyle -i/4}라는 것을 알 수 있다. 그러므로 유수 정리(residue theorem)에 의해 다음을 얻을 수 있다.
{\displaystyle \oint _{C}f(z)\,dz=\oint _{C}{1 \over (z^{2}+1)^{2}}\,dz=2\pi i\,\mathrm {Res} _{z=i}f=2\pi i(-i/4)={\pi  \over 2}\quad \square }
마지막으로 반원의 가장자리를 따라가는 적분은 위와 같다.

### 예 2
다음 적분을 시도하려고 한다.
{\displaystyle \int _{-\infty }^{\infty }{e^{itx} \over x^{2}+1}\,dx}
이 적분은 초등 미적분학으로 계산하기 어렵다. 위 예1과 마찬가지로 동일한 경로를 선택하여 적분한다. 그러므로 다음과 같은 복소함수의 적분을 생각해야 한다.
{\displaystyle \int _{C}{e^{itz} \over z^{2}+1}\,dz.}
{\displaystyle e^{itz}}는 전해석 함수이므로 이 함수는 오직 분모가 영이 되는 지점에서만 특이점을 가진다. 유수를 계산하면 다음과 같다.
{\displaystyle \lim _{z\to i}(z-i)f(z)=\lim _{z\to i}(z-i){e^{itz} \over z^{2}+1}=\lim _{z\to i}(z-i){e^{itz} \over (z-i)(z+i)}}
{\displaystyle =\lim _{z\to i}{e^{itz} \over z+i}={e^{iti} \over i+i}={e^{-t} \over 2i}.}
그러므로 유수 정리(residue theorem)에 의해 전체 경로의 적분값은 다음과 같이 계산된다.
{\displaystyle \int _{C}f(z)\,dz=2\pi i\cdot \operatorname {Res} _{z=i}f(z)=2\pi i{e^{-t} \over 2i}=\pi e^{-t}.}
그런데 이 경로는 두 개의 적분으로 분해된다.
{\displaystyle \int _{\mbox{straight}}+\int _{\mbox{arc}}=\pi e^{-t},}
따라서 다음과 같이 된다.
{\displaystyle \int _{-a}^{a}=\pi e^{-t}-\int _{\mbox{arc}}.}
이로써 {\displaystyle t}가 영보다 클 경우와 작은 경우를 나누어야 한다. 만약 영보다 클 경우,
{\displaystyle \int _{\mbox{arc}}{e^{itz} \over z^{2}+1}\,dz\rightarrow 0\ {\mbox{as}}\ a\rightarrow \infty .}
이므로 다음과 같이 적분이 계산된다.
{\displaystyle \int _{-\infty }^{\infty }{e^{itz} \over z^{2}+1}\,dz=\pi e^{-t}.}
비슷하게 {\displaystyle t}가 영보다 작을 경우 적분 경로를 아래쪽 반원을 취하여
{\displaystyle \int _{-\infty }^{\infty }{e^{itz} \over z^{2}+1}\,dz=\pi e^{t},}
이 됨을 알 수 있다. 그리하여 다음을 계산할 수 있다.
{\displaystyle \int _{-\infty }^{\infty }{e^{itz} \over z^{2}+1}\,dz=\pi e^{-\left|t\right|}.\quad \square }
(만약 {\displaystyle t=0}일 경우는 실해석학으로 적분값이 {\displaystyle \pi }임을 즉시 알 수 있다.)

## 같이 보기
- 유수 (복소해석학)
- 코시 주요값